# Дубровский, Илья Маркусович
Илья Маркусович Дубровский (род. 20 ноября 1938) — советский и украинский учёный, физик, доктор физико-математических наук (1991).

## Биография
Окончил Киевский ордена Ленина государственный университет имени Т. Г. Шевченко в 1962. С тех пор работает в Институте металлофизики АН УССР, с 1994 ведущий научный сотрудник. Научные интересы связаны с теорией исследований твёрдого тела, в том числе неидеальных кристаллов.

## Публикации
- Дубровский И. М., Егоров Б. В., Рябошапка К. П., Справочник по физике. Наукова думка, 1986.[1][2]
- Дубровский И. М. Теория электронных явлений в деформированных кристаллах. Киев, 1999. ISBN 966-02-1189-9.
- Дубровский И. М. Точное решение задачи об электроне в магнитном поле, состоящем из однородного поля, и параллельных ему магнитных струн. ФНТ, 2002.
- Дубровский И. М. Classical statistical thermodynamics of a gas of charged particles in magnetic field. Condensed Matter Physics. 2006. Vol. 9, № 1.

## Семья
Жена — Д. В. Лоцко, доктор физико-математических наук (1992).